# Foma Ossipowitsch Bogdanowitsch-Dworschezki

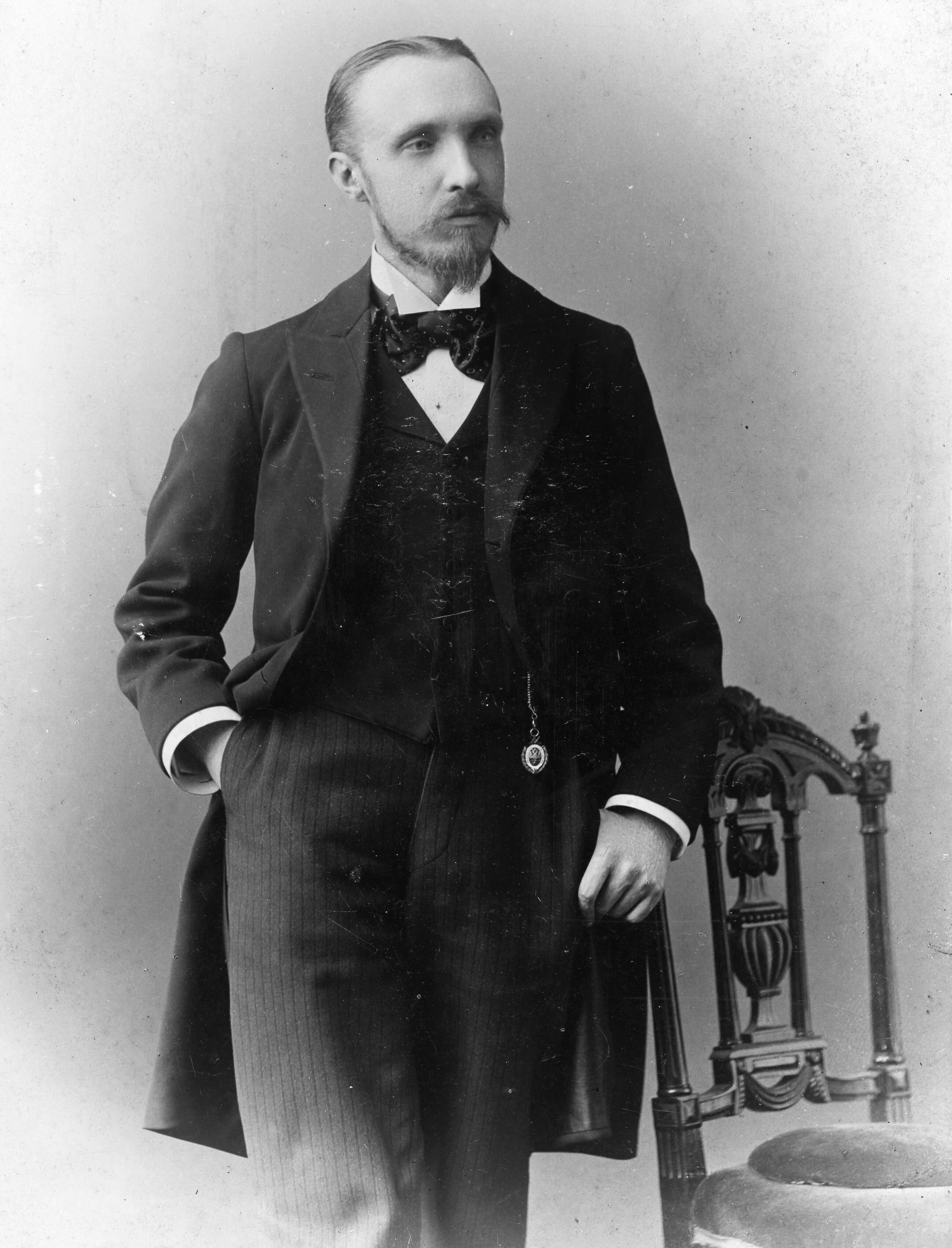
Foma Ossipowitsch Bogdanowitsch-Dworschezki

Foma (Thomas) Ossipowitsch Bogdanowitsch-Dworschezki (russisch Фома Осипович Богданович-Дворжецкий, polnisch Tomasz Bohdanowicz-Dworzecki; * 1859 bei Witebsk; † April 1920 in Moskau) war ein russischer Architekt, Akademiker und Professor an der Moskauer Hochschule für Malerei, Bildhauerei und Architektur.

## Bauwerke
- Wohnheim für Witwen und Waisenkinder in Moskau (1902)
- Katholische Herz-Jesu-Kirche in Samara (1902–1906)
- Eigene Villa in Moskau
- Katholische Kathedrale der Unbefleckten Empfängnis in Moskau (1899–1911)
- Überwachte den Bau des Rigaer Bahnhofs in Moskau (1897–1901, nach einem Entwurf von Stanislaw Brschosowski)[1]